# 国際サイクル専門学校
国際サイクル専門学校（こくさいサイクルせんもんがっこう）は、石川県金沢市に所在した専修学校。

## 概要
2014年開校。
イオンと学校法人が提携して開校された専修学校であり、自転車を整備する技術者を育成することが目的であった。
当時の日本は自転車産業が発展していたが、人材が不足していた。自転車部のある高校は日本全国で60以上あり、彼らの情熱を趣味で終わらせず生涯の仕事として取り組める環境を創り出す考えであった。石川県から日本全国に自転車業界が望む人材を送り出す目的であった。
環境への配慮と健康への関心の高まりからも、自転車業界の人材育成を行うこととされて、就職に直結するカリキュラムが組まれていた。実習はイオンの店舗で実践的に行い、就職後に役立つ資格取得も目指されていた。
2022年3月に閉校。